# Marcus Marcius Macer
Marcus Marcius Macer war ein im 1. und 2. Jahrhundert n. Chr. lebender römischer Politiker.
Durch ein Militärdiplom ist belegt, dass Macer im Jahr 100 (vermutlich im März und April) zusammen mit Gaius Cilnius Proculus Suffektkonsul war.